# Brendan Suhr
Pour les articles homonymes, voir Suhr (homonymie).
Brendan Suhr, né le 28 juin 1951, à Fair Lawn, dans le New Jersey, est un entraîneur et dirigeant américain de basket-ball.

## Biographie
Brendan Suhr a été manager général assistant des Hawks d'Atlanta en 1988 et director of player personnel des Pistons de Détroit en 2000-2001. Il a également été président, manager général des Hoops de Grand Rapids en CBA de 1995 à 1997 et copropriétaire de la franchise de 1996 à 1999. Il est devenu director of player personnel des Knicks de New York en 2004.